# Synaptolaemus
Synaptolaemus is een geslacht van straalvinnige vissen uit de familie van de kopstaanders (Anostomidae).

## Soorten
- Synaptolaemus cingulatus Myers & Fernández-Yépez, 1950
- Synaptolaemus latofasciatus (Steindachner, 1910)